# Termes-d'Armagnac
Termes-d'Armagnac is een gemeente in het Franse departement Gers (regio Occitanie) en telt 215 inwoners (1999). De plaats maakt deel uit van het arrondissement Mirande.

## Geografie
De oppervlakte van Termes-d'Armagnac bedraagt 10,0 km², de bevolkingsdichtheid is 21,5 inwoners per km².
De onderstaande kaart toont de ligging van Termes-d'Armagnac met de belangrijkste infrastructuur en aangrenzende gemeenten.

## Demografie
Onderstaande figuur toont het verloop van het inwonertal (bron: INSEE-tellingen).
1. ↑  Populations de référence 2022.